# هند الشاهين
هند الشاهين (13 يناير 1983  -)، ممثلة كويتية. بدأت مسيرتها الفنية خلال مسلسل بو طبيلة عام 2005.

## أعمالها

### من المسلسلات
- بو طبيلة.
- وجوه من شمع.
- الاختيار الصعب.
- حبل المودة.
- ممكن - سهرة تلفزيونية.
- نعم ولا.
- الساكنات في قلوبنا.
- البارونات.
- الورثة.
- الإعتذار.
- الحب الذي كان.

### من المسرحيات
- يبيله ديجيتال.
- الساحرة وحنين والتنين.

## روابط خارجية
- هند الشاهين على موقع قاعدة بيانات الأفلام العربية